# 橋本勝 (社会学者)
橋本 勝（はしもと まさる、1964年5月 - ）は、日本の社会学者（教育社会学）。学位は修士（教育学）（青山学院大学・1992年）。静岡県立大学国際関係学部教授・大学院国際関係学研究科教授。
静岡英和女学院短期大学講師、静岡英和学院大学人間社会学部教授などを歴任した。

## 来歴

### 生い立ち
1964年（昭和39年）5月に生まれた。根津育英会が設置・運営する武蔵大学に進学し、人文学部の社会学科にて学んだ。1988年（昭和63年）3月、武蔵大学を卒業した。さらに、青山学院が設置・運営する青山学院大学の大学院に進学し、文学研究科の教育学専攻で学んだ。1992年（平成4年）3月に青山学院大学の大学院における博士前期課程を修了し、1995年（平成7年）3月に博士後期課程を満期退学した。

### 社会学者として
静岡英和女学院が設置・運営する静岡英和女学院短期大学に採用され、2001年（平成13年）4月より講師を専任で務めた。翌年に静岡英和女学院が設置・運営する静岡英和学院大学が開学したことにともない、静岡英和女学院短期大学は静岡英和学院大学の短期大学部に移行した。なお、静岡英和学院大学の学部は発足時より男女共学であるが、短期大学部は静岡英和女学院短期大学の伝統を引き継ぎ女子のみ入学可としていた。2011年（平成23年）になって短期大学部も男女共学化され、設置者である静岡英和女学院も2016年（平成28年）に静岡英和学院に改組している。
2003年（平成15年）4月、静岡英和学院大学の人間社会学部に異動し、そちらの講師を専任で務めることになった。人間社会学部においては、主として地域福祉学科の講義を担当した。2007年（平成19年）4月、静岡英和学院大学の人間社会学部にて准教授に昇任した。人間社会学部においては、主としてコミュニティ福祉学科の講義を担当した。翌年には人間社会学部の教授に昇任し、引き続きコミュニティ福祉学科の講義を担当した。また、他の役職なども兼任しており、2013年（平成25年）から2018年（平成30年）にかけて静岡県立駿河総合高等学校の評議員を兼任していた。2015年（平成27年）から2018年（平成30年）にかけて日本高等教育評価機構による大学認証評価の評価員を兼任していた。
2020年（令和2年）4月、県と同名の公立大学法人により設置・運営される静岡県立大学に転じ、国際関係学部の教授に就任した。国際関係学部においては、主として国際言語文化学科の講義を担当した。また、静岡県立大学の大学院においては、国際関係学研究科の教授も兼務した。国際関係学研究科においては、主として比較文化専攻の講義を担当した。

## 研究
専門は社会学であり、特に教育社会学に関する分野の研究に従事した。具体的には、教科外活動について歴史社会学の観点から研究している。学術団体としては、日本教育社会学会、日本教師教育学会、関東教育学会、日本特別活動学会、などに所属している。

## 略歴
- 1964年 - 誕生[1]。
- 1988年 - 武蔵大学人文学部卒業[2]。
- 1992年 - 青山学院大学大学院文学研究科博士前期課程修了[2]。
- 1995年 - 青山学院大学大学院文学研究科博士後期課程満期退学[2]。
- 2001年 - 静岡英和女学院短期大学講師[3]。
- 2003年 - 静岡英和学院大学人間社会学部講師[3]。
- 2007年 - 静岡英和学院大学人間社会学部准教授[3]。
- 2008年 - 静岡英和学院大学人間社会学部教授[3]。
- 2013年 - 静岡県立駿河総合高等学校評議員[4]。
- 2015年 - 日本高等教育評価機構大学認証評価評価員[4]。
- 2020年 - 静岡県立大学国際関係学部教授[3]。
- 2020年 - 静岡県立大学大学院国際関係学研究科教授。

## 著作

### 寄稿、分担執筆、等
- 谷田貝公昭・林邦雄・成田国英編『教師論』一藝社、2002年。ISBN 4901253107
- 谷田貝公昭・林邦雄・成田国英編『道徳教育の研究』一藝社、2002年。ISBN 4901253115

### 註釈
1. ↑  学校法人根津育英会は、のちに学校法人根津育英会武蔵学園の源流の一つとなった。
2. 1 2  学校法人静岡英和女学院は、のちに学校法人静岡英和学院の源流の一つとなった。
3. ↑  静岡英和女学院短期大学は、のちに静岡英和学院大学の源流の一つとなった。

## 関連人物
- 林邦雄
- 谷田貝公昭